# Levantamiento de Bala Hissar
El levantamiento de Bala Hissar fue una insurrección que tuvo lugar el 5 de agosto de 1979 en la histórica fortaleza Bala Hissar en el extremo sur de Kabul, Afganistán. Insurgentes, así como oficiales rebeldes del ejército afgano se infiltraron y ocuparon la fortaleza. Fueron recibidos por un despiadado bombardeo aéreo por aviones MiG del gobierno de Khalq y ataques de tanques de artillería.

## Levantamiento
El levantamiento fue comandado por Faiz Ahmad del marxista, pero anti-PDPA, Grupo Revolucionario de los Pueblos de Afganistán (RGPA) y dirigido por el Frente de Luchadores por la Libertad Muyahidín de Afganistán (AMFF), un frente unido que agrupaba a maoístas e islamistas moderado que se oponían al gobierno del Partido Democrático Popular de Afganistán (PDPA) en la República Democrática de Afganistán. Se planeó que fuera la primera de una serie de insurrecciones en las principales guarniciones y bases del ejército, con el objetivo de asestar un golpe militar y político al gobierno del PDPA y allanar el camino para un golpe militar.
Después de la batalla de cinco horas, decenas de cuadros maoístas fueron asesinados y arrestados, y el gobierno socialista rápidamente recuperó el control. Algunos miembros del comité central de la RGPA como Mohammad Mohsin, Mohammad Dawod y otros fueron ejecutados en la prisión Pul-e-Charkhi. Camiones con altavoces del gobierno circulaban por Kabul anunciando que la acción militar era una represalia de otro complot imperialista internacional contra el "régimen popular".

## Consecuencias
Excepto por el levantamiento de Herat, la rebelión de Bala Hissar fue el más significativo de los muchos levantamientos que tuvieron lugar en todo el Afganistán socialista en 1979 antes del inicio de la intervención soviética.